# 키틴

키틴의 분자 구조

키틴(chitin) 또는 갑각소(甲殼素)는 N-아세틸글루코사민이 긴 사슬 형태로 결합한 중합체 다당류이다. 절지동물의 단단한 표피와 허물, 연체동물의 껍질, 균류의 세포벽 따위를 이루는 중요한 구성 성분이다. 식물의 세포는 셀룰로스라는 세포벽을 갖는 반면, 균류의 세포벽에는 게나 새우 등의 껍질에 포함되어 있는 키틴질의 딱딱한 성분을 포함한다.

## 어원
키틴(chitin)은 고대 그리스의 남녀가 입은 기본 옷의 일종인 튜닉(tunic)이나 프록(frock)을 뜻하는 그리스어 khitōn에서 유래하였다.

## 특성
키틴은 백색의 무정형 분말로, 셀룰로스와 매우 비슷한 화학 구조와 물리적 성질을 갖고 있기 때문에 셀룰로스와 곧잘 비교되는데, 키틴은 반응성이 약하여 물에 잘 녹지 않고 셀룰로스보다 안정적이기 때문에, 미생물의 분해에 훨씬 잘 견딜 수 있다. 지구상에서 생성되는 생물질 중 셀룰로스 다음으로 자연계에 가장 많이 존재하는 생물질이다.
N-acetyl-D-glucosamine이 베타(1→4)결합으로 연결된 것이다.

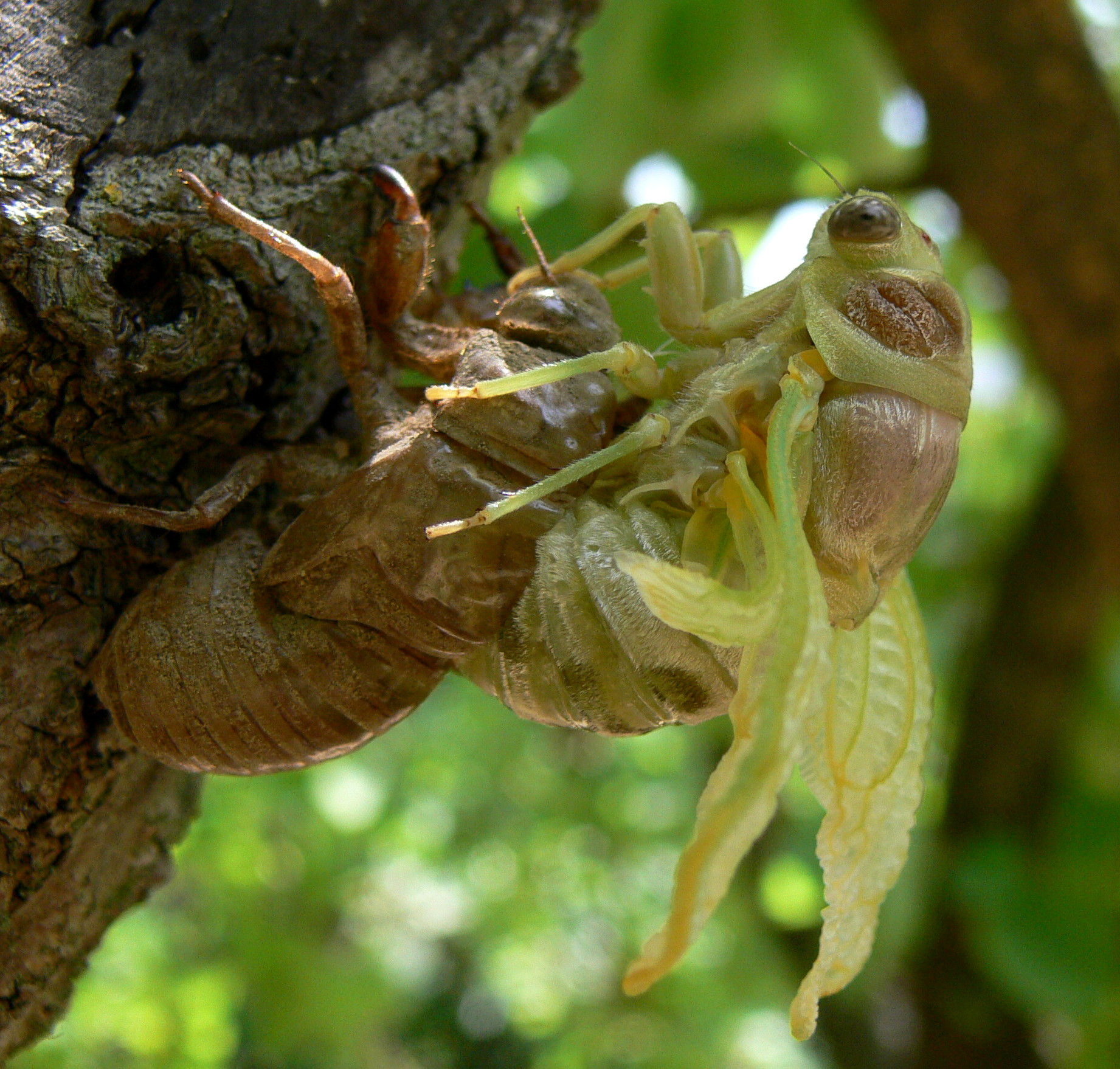
A cicada sheds its chitinous larval exoskeleton.

## 추출
키틴은 일반적으로 자연계에서는 단독으로 존재하지 않는다. 따라서 갑각류인 새우와 게 등의 껍데기를 강산에 담가 탄산칼슘을 용출한 후, 알칼리와 함께 끊어 단백질이나 다른 유기물을 제거하고 남은 침전물을 잘 건조시켜 얻을 수 있다.

## 같이 보기
- 키토산